# Премия «Серебряный медведь» за лучшую мужскую роль
Приз «Серебряный медведь» за лучшую мужскую роль (нем. Silberner Bär/Bester Darsteller) вручавшийся на Берлинском кинофестивале с 1956 года по 2020. Его получал лучший актёр, исполнивший главную или второстепенную роль в фильме, включенном в основную конкурсную программу кинофестиваля. В 1969, 1970, 1973 и 1974 годах данная премия не вручалась.
За всю историю премии её получили 60 актёров. Французский актёр Антони Бажон  является последним на данный момент обладателем премии, он получил её за роль в фильм «Молитва». Актёры Сидни Пуатье, Жан Габен, Фернандо Фернан Гомес и Дензел Вашингтон — рекордсмены по количеству наград: за свою карьеру им удалось стать двукратными обладателями «Серебряного медведя». В 2011 году лауреатом премии стал весь мужской актёрский состав иранского фильма «Развод Надера и Симин». Три российских актёра становились обладателями премии: в 1981 году «Серебряного медведя» получил Анатолий Солоницын за роль в фильме «Двадцать шесть дней из жизни Достоевского», а в 2010 году — Сергей Пускепалис и Григорий Добрыгин за роли в фильме «Как я провёл этим летом».

## Список лауреатов

### 1950-е
| Год  | Актёр          | Роль                              | Название фильма        | Оригинальное название фильма | Прим. |
| ---- | -------------- | --------------------------------- | ---------------------- | ---------------------------- | ----- |
| 1956 | Берт Ланкастер | Майк Риббл                        | «Трапеция»             | Trapeze                      | [ 2 ] |
| 1957 | Педро Инфанте  | Тисок                             | «Тисок»                | Tizoc                        | [ 3 ] |
| 1958 | / Сидни Пуатье | Ноа Каллен                        | «Не склонившие головы» | The Defiant Ones             | [ 4 ] |
| 1959 | Жан Габен      | Жозеф Юго Гийом Бутье де Бленвиль | «Бродяга Архимед»      | Archimède le clochard        | [ 5 ] |

### 1960-е
| Год  | Актёр                | Роль                      | Название фильма               | Оригинальное название фильма | Прим.               |
| ---- | -------------------- | ------------------------- | ----------------------------- | ---------------------------- | ------------------- |
| 1960 | Фредрик Марч         | Мэтью Харрисон Брейди     | «Пожнёшь бурю»                | Inherit The Wind             | [ 6 ]               |
| 1961 | Питер Финч           | Джонни Бёрн               | «Джонни без любви»            | No Love for Johnnie          | [ 7 ]               |
| 1962 | Джеймс Стюарт        | Роджер Хоббс              | «Мистер Хоббс берёт выходной» | Mr. Hobbs Takes a Vacation   | [ 8 ]               |
| 1963 | / Сидни Пуатье       | Гомер Смит                | «Полевые лилии»               | Lilies of the Field          | [ 9 ]               |
| 1964 | Род Стайгер          | Сол Нейзерман             | «Ростовщик»                   | The Pawnbroker               | [ 10 ]              |
| 1965 | Ли Марвин            | Кид Шеллен / Тим Строн    | «Кэт Баллу»                   | Cat Ballou                   | [ 11 ]              |
| 1966 | Жан-Пьер Лео         | Поль                      | «Мужское — женское»           | Masculin, féminin            | [ 12 ]              |
| 1967 | Мишель Симон         | Пепе                      | «Старик и ребёнок»            | Le vieil homme et l’enfant   | [ 13 ]              |
| 1968 | / Жан-Луи Трентиньян | Жан Робен / Борис Варисса | «Человек, который лжёт»       | L’Homme qui ment             | [ 14 ]              |
| 1969 | Приз не присуждался  | Приз не присуждался       | Приз не присуждался           | Приз не присуждался          | Приз не присуждался |

### 1970-е
| Год  | Актёр                 | Роль                | Название фильма               | Оригинальное название фильма   | Прим.               |
| ---- | --------------------- | ------------------- | ----------------------------- | ------------------------------ | ------------------- |
| 1970 | Приз не присуждался   | Приз не присуждался | Приз не присуждался           | Приз не присуждался            | Приз не присуждался |
| 1971 | Жан Габен             | Жюльен Буэн         | «Кот»                         | Le Chat                        | [ 15 ]              |
| 1972 | Альберто Сорди        | Джузеппе де Ной     | «Задержанный в ожидании суда» | Detenuto in attesa di giudizio | [ 16 ]              |
| 1973 | Приз не присуждался   | Приз не присуждался | Приз не присуждался           | Приз не присуждался            | Приз не присуждался |
| 1974 | Приз не присуждался   | Приз не присуждался | Приз не присуждался           | Приз не присуждался            | Приз не присуждался |
| 1975 | Властимил Бродский    | Якоб Хайм           | «Якоб-лжец»                   | Jakob der Lügner               | [ 17 ]              |
| 1976 | Герхард Ольшевский    | Циоска              | «Потерянная жизнь»            | Verlorenes Leben               | [ 18 ]              |
| 1977 | Фернандо Фернан Гомес | Фернандо            | «Отшельник»                   | El anacoreta                   | [ 19 ]              |
| 1978 | Крэйг Рассел          | Робин Тёрнер        | «Шизофреничка»                | Outrageous!                    | [ 20 ]              |
| 1979 | Микеле Плачидо        | Человек             | «Эрнесто»                     | Ernesto                        | [ 21 ]              |

### 1980-е
| Год  | Актёр                 | Роль                              | Название фильма                             | Оригинальное название фильма                | Прим.  |
| ---- | --------------------- | --------------------------------- | ------------------------------------------- | ------------------------------------------- | ------ |
| 1980 | / Анджей Северин      | Адам Петрик                       | «Дирижёр»                                   | Dyrygent                                    | [ 22 ] |
| 1981 | Анатолий Солоницын    | Фёдор Михайлович Достоевский      | «Двадцать шесть дней из жизни Достоевского» | «Двадцать шесть дней из жизни Достоевского» | [ 22 ] |
| 1981 | Джек Леммон           | Скотти Темплтон                   | «Награда»                                   | Tribute                                     | [ 22 ] |
| 1982 | Стеллан Скарсгард     | Свен                              | «Бесхитростное убийство»                    | Den enfaldige mördaren                      | [ 23 ] |
| 1982 | Мишель Пикколи        | Бертран Малер                     | «Странное дело»                             | Une étrange affaire                         | [ 23 ] |
| 1983 | Брюс Дерн             | Джордж Ситковски                  | «Сезон чемпионата»                          | That Championship Season                    | [ 24 ] |
| 1984 | Альберт Финни         | Сэр                               | «Костюмер»                                  | The Dresser                                 | [ 25 ] |
| 1985 | Фернандо Фернан Гомес | Дон Леопольдо Контрерас де Техадо | «Стико»                                     | Stico                                       | [ 26 ] |
| 1986 | Тунджель Куртиз       | Хилми                             | «Улыбка ягненка»                            | חיוך הגדי                                   | [ 27 ] |
| 1987 | Джан Мария Волонте    | Альдо Моро                        | «Дело Моро»                                 | Il Caso Moro                                | [ 28 ] |
| 1988 | Йорг Позе             | Йозеф Хайлигер                    | «Раздели бремя ближнего»                    | Einer trage des anderen Last                | [ 29 ] |
| 1988 | Манфред Мёк           | Хубертус Кошенц                   | «Раздели бремя ближнего»                    | Einer trage des anderen Last                | [ 29 ] |
| 1989 | Джин Хэкмен           | Руперт Андерсон                   | «Миссисипи в огне»                          | Mississippi Burning                         | [ 30 ] |

### 1990-е
| Год  | Актёр              | Роль                       | Название фильма     | Оригинальное название фильма | Прим.  |
| ---- | ------------------ | -------------------------- | ------------------- | ---------------------------- | ------ |
| 1990 | Иэн Глен           | Ларри Уинтерс              | «Немой крик»        | Silent Scream                | [ 31 ] |
| 1991 | Мейнард Эзиаши     | Мистер Джонсон             | «Мистер Джонсон»    | Mister Johnson               | [ 32 ] |
| 1992 | Армин Мюллер-Шталь | Барон Каспар Йоахим фон Уц | «Уц»                | Utz                          | [ 33 ] |
| 1993 | Дензел Вашингтон   | Малкольм Икс               | «Малкольм Икс»      | Malcolm X                    | [ 34 ] |
| 1994 | Том Хэнкс          | Эндрю Бекетт               | «Филадельфия»       | Philadelphia                 | [ 35 ] |
| 1995 | Пол Ньюман         | Дональд Салливан           | «Без дураков»       | Nobody’s Fool                | [ 36 ] |
| 1996 | Шон Пенн           | Мэттью Понселет            | «Мертвец идёт»      | Dead Man Walking             | [ 37 ] |
| 1997 | Леонардо Ди Каприо | Ромео Монтекки             | «Ромео + Джульетта» | Romeo + Juliet               | [ 38 ] |
| 1998 | Сэмюэль Л. Джексон | Орделл Робби               | «Джеки Браун»       | Jackie Brown                 | [ 39 ] |
| 1999 | Михаэль Гвисдек    | Пешке                      | «Ночные тени»       | Nachtgestalten               | [ 40 ] |

### 2000-е
| Год  | Актёр               | Роль            | Название фильма               | Оригинальное название фильма    | Прим.  |
| ---- | ------------------- | --------------- | ----------------------------- | ------------------------------- | ------ |
| 2000 | Дензел Вашингтон    | Рубин Картер    | «Ураган»                      | The Hurricane                   | [ 41 ] |
| 2001 | Бенисио дель Торо   | Хавьер Родригес | «Траффик»                     | Traffic                         | [ 42 ] |
| 2002 | Жак Гамблен         | Жан Девевре     | «Пропуск»                     | Laissez-passer                  | [ 43 ] |
| 2003 | Сэм Рокуэлл         | Чак Баррис      | «Признания опасного человека» | Confessions of a Dangerous Mind | [ 44 ] |
| 2004 | Даниэль Хендлер     | Ариэль Макарофф | «Прерванные объятия»          | El abrazo partido               | [ 45 ] |
| 2005 | Лу Тейлор Пуччи     | Джастин Кобб    | «Дурная привычка»             | Thumbsucker                     | [ 46 ] |
| 2006 | Мориц Бляйбтрой     | Бруно           | «Элементарные частицы»        | Elementarteilchen               | [ 47 ] |
| 2007 | Хулио Чавес         | Хуан Десоуса    | «Другой»                      | El otro                         | [ 48 ] |
| 2008 | Мухаммад Амир Наджи | Карим           | «Песня соловьев»              | آواز گنجشک‌ها                    | [ 49 ] |
| 2009 | Сотиги Куяте        | Осман           | «Река Лондон»                 | London River                    | [ 50 ] |

### 2010-е
| Год  | Актёр             | Роль           | Название фильма                   | Оригинальное название фильма    | Прим.  |
| ---- | ----------------- | -------------- | --------------------------------- | ------------------------------- | ------ |
| 2010 | Сергей Пускепалис | Сергей Гулыбин | «Как я провёл этим летом»         | «Как я провёл этим летом»       | [ 51 ] |
| 2010 | Григорий Добрыгин | Павел Данилов  | «Как я провёл этим летом»         | «Как я провёл этим летом»       | [ 51 ] |
| 2011 | Пейман Маади      | Надер          | «Развод Надера и Симин»           | جدایی نادر از سیمین             | [ 52 ] |
| 2011 | Шахаб Хоссейни    | Ходжат         | «Развод Надера и Симин»           | جدایی نادر از سیمین             | [ 52 ] |
| 2011 | Али-Асгар Шахбази | Отец Надера    | «Развод Надера и Симин»           | جدایی نادر از سیمین             | [ 52 ] |
| 2011 | Бабак Карими      | Cледователь    | «Развод Надера и Симин»           | جدایی نادر از سیمین             | [ 52 ] |
| 2012 | Миккель Фёльсгор  | Кристиан VII   | «Королевский роман»               | En kongelig affære              | [ 53 ] |
| 2013 | Назиф Мужич       | Назиф          | «Эпизод из жизни сборщика железа» | Epizoda u životu berača željeza | [ 54 ] |
| 2014 | Ляо Фань          | Чжан Зили      | «Чёрный уголь, тонкий лёд»        | 白日焰火                        | [ 55 ] |
| 2015 | Том Кортни        | Джефф Мерсер   | «45 лет»                          | 45 Years                        | [ 56 ] |
| 2016 | Маджд Мастур      | Хеди           | «Хеди»                            | نحبك هادي                       | [ 57 ] |
| 2017 | Георг Фридрих     | Михаэль        | «Белые ночи»                      | Helle nächte                    | [ 58 ] |
| 2018 | Антони Бажон      | Томас          | «Молитва»                         | La prière                       | [ 59 ] |
| 2019 | Ван Цзинчунь      | Лю Яоцзюнь     | «Прощай, сын мой»                 | 地久天長                        | [ 60 ] |